# Petros Prōtopapadakīs
Petros Prōtopapadakīs (in greco Πέτρος Πρωτοπαπαδάκης?; Apeiranthos, 1860 – Atene, 15 novembre 1922) è stato un politico greco.
Dopo aver studiato matematica ed ingegneria all'Università di Parigi, diventò professore all'accademia militare di Grecia.
Eletto per la prima volta in Parlamento nel 1902 tra le file del Partito Nazionalista, venne nominato Ministro delle Finanze e successivamente, durante il governo guidato da Dīmītrios Gounarīs, Ministro della Giustizia. Aderì poi al Partito Populista.
Nel 1922 dopo la fine della guerra greco-turca fu incaricato dal re Costantino I di formare un governo, rovesciato dopo poche settimane da un colpo di Stato militare.
Prōtopapadakīs venne incarcerato e condannato a morte nel cosiddetto Processo dei Sei, il 15 novembre 1922, assieme ad altri cinque membri del suo governo.